# ريتشارد همفري (لاعب كريكت)
ريتشارد همفري (17 سبتمبر 1936 في المملكة المتحدة - ) (بالإنجليزية: Richard Humphrey)‏ هو لاعب كريكت بريطاني. لعب مع نادي مقاطعة سري للكريكت ‏ وBuckinghamshire County Cricket Club ‏.

## وصلات خارجية
- ريتشارد همفري على موقع إي آس بي آن كريك إنفو (الإنجليزية)